# Leny Andrade
Leny de Andrade Lima, mais conhecida como Leny Andrade, (Rio de Janeiro, 25 de janeiro de 1943 - Rio de Janeiro, 24 de julho de 2023) foi uma cantora brasileira.

## Carreira
Começou a carreira cantando em boates, morou cinco anos no México e passou boa parte da vida morando nos Estados Unidos e Europa.
Participou de programas de calouros em rádios e ganhou uma bolsa de estudos para o Conservatório Brasileiro de Música. Estreou profissionalmente como crooner da orquestra de Permínio Gonçalves passando mais tarde a cantar nas boates Bacará (com o trio de Sérgio Mendes) e Bottle's Bar, no Beco das garrafas, reduto de boêmios e músicos do movimento musical urbano carioca surgido em 1957, a bossa nova.
Em 1965 alcançou grande sucesso com o espetáculo Gemini V atuando com Pery Ribeiro e o Bossa Três na boate Porão 73, lançado um disco gravado ao vivo. Leny, por muitos considerada a maior cantora brasileira de jazz.
Faleceu em 24 de julho de 2023, no Rio de Janeiro. A artista vivia no Retiro dos Artistas e estava internada no Hospital de Clínicas de Jacarepaguá. Ela se recuperava de uma pneumonia e teve uma piora de seu quadro clínico.

## Discografia
- A sensação (1961) RCA Victor LP

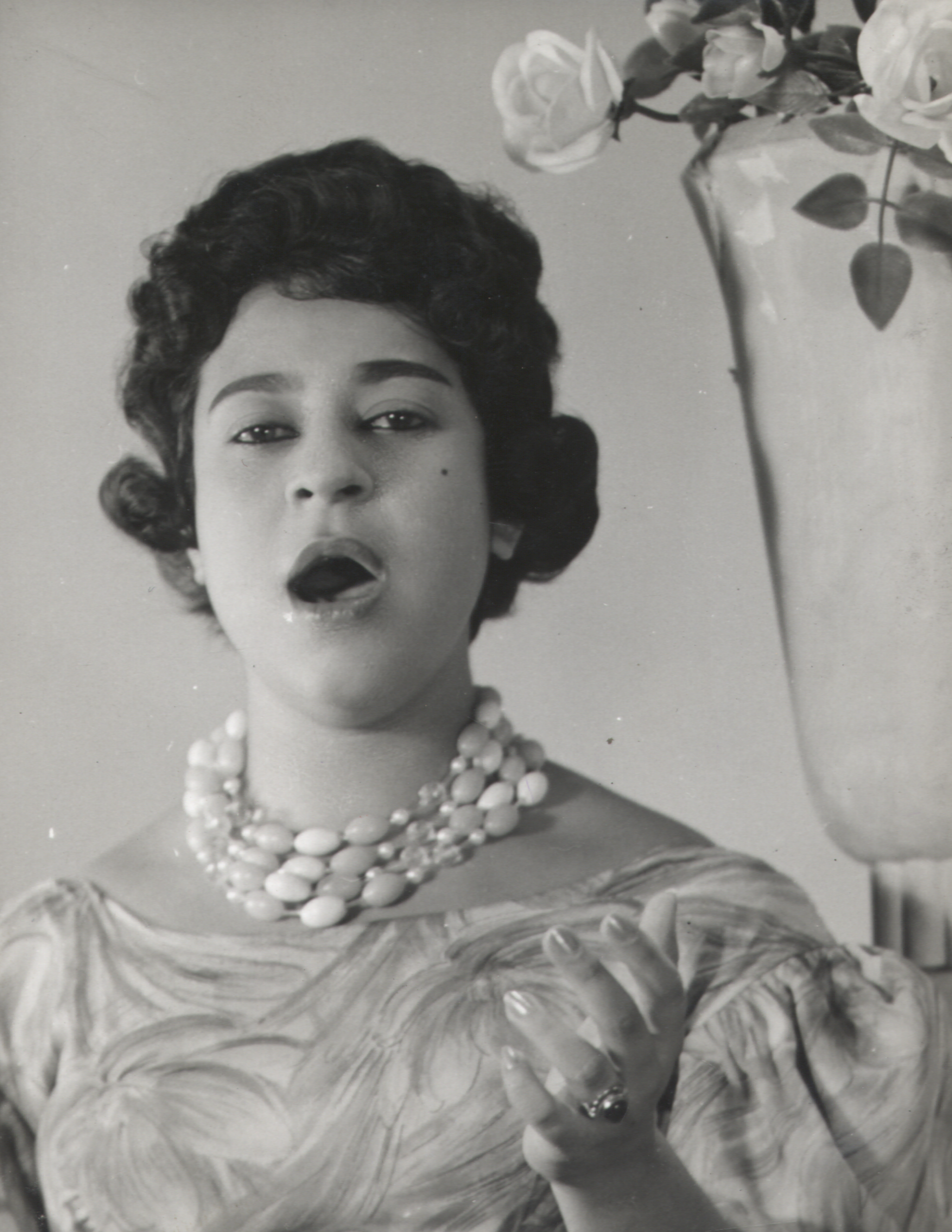
Em 1961.

- A arte maior de Leny Andrade (1963) Polydor LP
- Gemini V - Show na boate Porão 73 (1965) Odeon LP,CD
- Estamos aí (1965) Odeon LP
- Gemini cinco anos depois. Pery Ribeiro & Leny Andrade (1972) Odeon LP
- Alvoroço (1973) Odeon LP
- Expo-Som 73, ao vivo (1973) Odeon LP
- Leny Andrade (1975) Odeon LP
- Registro (1979) Columbia LP,CD
- Leny Andrade (1979) CBS
- Presença de Leny Andrade e Os Cariocas (1979) CBS LP
- Leny Andrade (1984) RCA/Pointer LP
- Cartola 80 anos (1988) CBS LP
- Luz neon (1989) Eldorado LP,CD
- Eu quero ver (1990) Eldorado LP
- Bossa nova (1991) Eldorado LP
- Embraceable you (1993) Som Livre CD
- Nós (1994) Velas CD
- Maiden Voyage (1994) Chesky Records CD
- Coisa fina (1994)
- Antonio Carlos Jobim, letra e música (1995) Lumiar Discos CD
- Luz negra - Nelson Cavaquinho por Leny Andrade (1995) Velas CD
- Bossas novas (1998) Albatroz CD
- Leny Andrade canta Altay Veloso (2000) Paradoxx Music CD
- E quero que a canção seja você (2001) Albatroz CD
- Leny Andrade & Cesar Camargo Mariano [Ao vivo] (2005) Albatroz
- Lua do Arpoador (2006)
- Momentos da bossa ao vivo (2008) Albatroz CD
- Alma mia (2010)
- Canciones del Rey (2013)
- Iluminados (2014)
- Leny Andrade & Roni Ben-Hur_Alegria de Viver (2015) Motéma CD

- Bossa Nossa - Leny Andrade Canta Fred Falcão (2018) Biscoito Fino - CD
- Canções de Cartola e Nelson Cavaquinho - Leny Andrade e Gilson Peranzzetta (2018) Fina Flor - CD